# Office Port Bonn

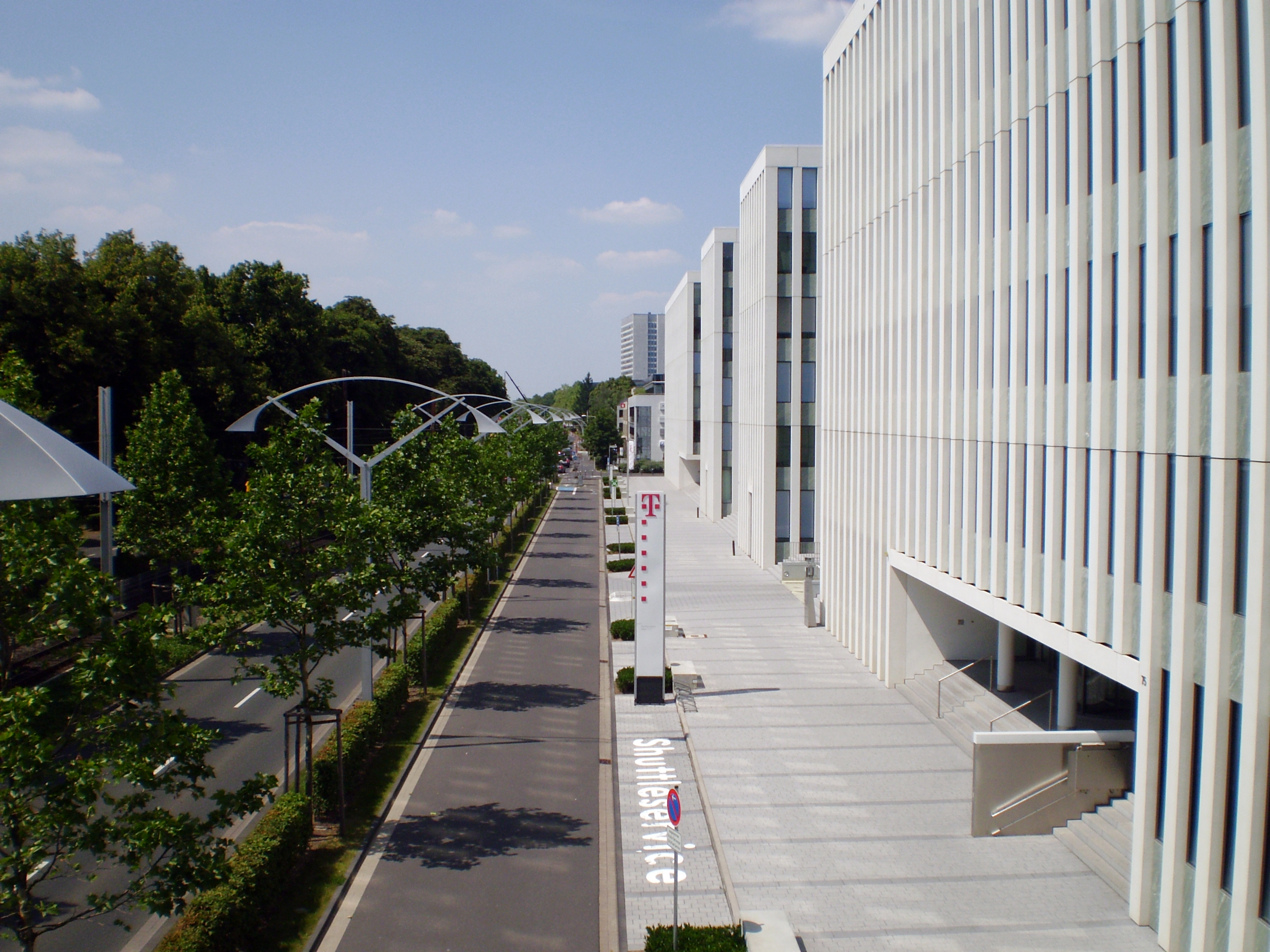
Office Port Bonn an der Friedrich-Ebert-Allee

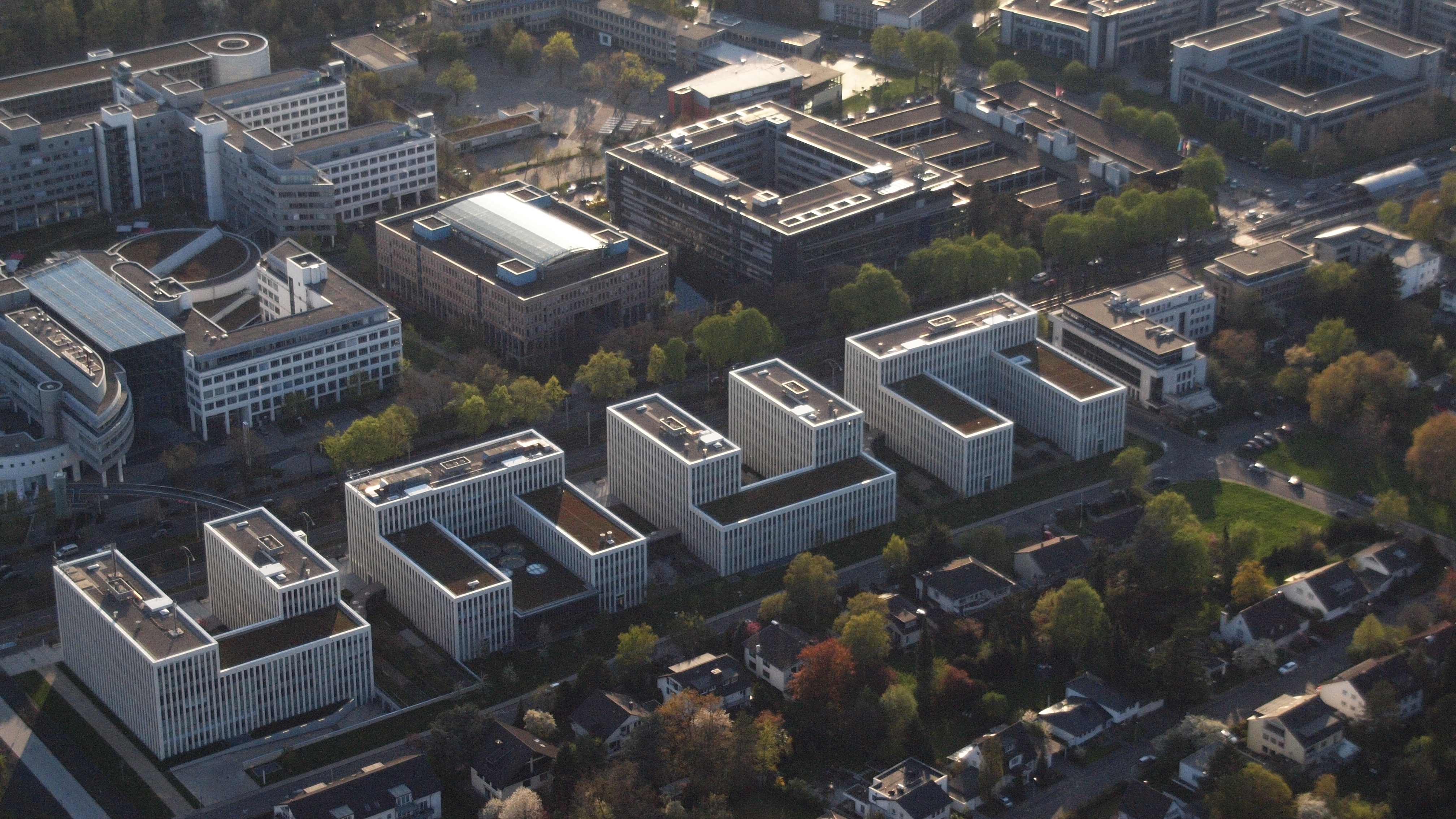
Luftaufnahme des Office Ports Bonn

Der Office Port Bonn ist ein Gebäudekomplex im Bonner Ortsteil Gronau, der von 2006 bis 2008 errichtet wurde. Er ist Teil der Zentrale der Deutschen Telekom AG.

## Lage
Der „Office Port“ befindet sich im Bundesviertel an der Ostseite der Friedrich-Ebert-Allee (Bundesstraße 9), wenige Meter nördlich der Kreuzung mit der A 562, zwischen der rückwärtigen Heinrich-Lübke-Straße im Osten und der Adalbert-Stifter-Straße im Norden. Die postalische Anschrift ist Friedrich-Ebert-Allee 71–77. Gegenüber dem Gebäude liegt die Konzernzentrale der Deutschen Telekom.

## Geschichte
Während der Zeit Bonns als Regierungssitz der Bundesrepublik Deutschland waren auf dem Gelände von Süd nach Nord die britische Botschaft (erbaut 1952/53), das Konrad-Adenauer-Haus (1970/71) als Parteizentrale der CDU sowie die Zentralen des Deutschen Roten Kreuzes (1953/54; Architekt: Hans Schwippert) und der Firma Bonnfinanz (1974/75; Dirk Denninger) beheimatet. Nach der Verlegung des Regierungssitzes nach Berlin im Jahr 1999 wurden die meisten Gebäude nicht mehr benötigt. Die Deutsche Telekom hatte das Gelände bereits 1998 erworben und ließ nun alle Gebäude, auch die denkmalgeschützte DRK-Zentrale, abreißen. Zuletzt wurde am 14. Dezember 2003 das ehemalige Konrad-Adenauer-Haus gesprengt.
Ursprünglich sollte Anfang 2004 mit dem Bau begonnen werden. Aufgrund von Sparmaßnahmen zum Schuldenabbau wurde die bisherige Planung aufgegeben und ein neuer, beschränkter Architektenwettbewerb durchgeführt, aus dem der Kölner Architekt Thomas van den Valentyn als Sieger hervorging. Die Entwicklung des 60 Millionen Euro umfassenden Projektes wurde der Telekom-Tochter-Unternehmung Corpus Sireo Asset Management Commercial GmbH übertragen, die die Landesentwicklungsgesellschaft Baden-Württemberg (LEG) und die FOM GmbH als Investoren gewinnen konnte. Die LEG finanzierte das Gebäude und vermietet es an die Telekom; errichtet wurde es von Hochtief.
Am 5. Mai 2006 wurde nach mehrwöchigen Vorarbeiten der Grundstein für das Gebäude gelegt, am 16. Mai 2007 das Richtfest gefeiert. Der Bezug der vier Teilgebäude begann im März 2008 und war etwa drei Monate später abgeschlossen. Nach dem Einzug wurden aus Mitteln der städtebaulichen Entwicklungsmaßnahme Bundesviertel für 900.000 Euro die Seitenbereiche der B 9 neu gestaltet, mit Fahrradweg, Grünstreifen und Fußweg. Im Rahmen der Baumaßnahme wurde auch südlich und östlich des Office Ports der Grünzug Bundesviertel als Puffer zur A 562 angelegt, der die Biodiversität erhöhen soll. Von September 2009 bis April 2010 wurde zur besseren Verbindung mit der Telekom-Konzernzentrale eine öffentlich zugängliche Fußgängerbrücke errichtet.

## Architektur
Der Office Port ist ein Komplex aus vier U-förmigen Gebäudeteilen auf einer Grundfläche von 20.000 m² bei einer Länge von 260 Metern und einer Breite von 49,5 Metern. Sie sind zur B 9 hin mit sechsgeschossigen Flügeln und zum rückwärtigen Wohnviertel (sogenanntes „Johanniterviertel“) hin mit drei- und viergeschossigen Flügeln ausgerichtet. Darunter befindet sich eine Tiefgarage mit 644 Stellplätzen.
Die Geschossfläche beträgt 60.634 m², davon liegen 33.929 m² oberirdisch und 26.705 m² unterirdisch.